# 12月21日 (旧暦)
旧暦12月21日は旧暦12月の21日目である。六曜は友引である。

## できごと
- 承平4年（ユリウス暦935年1月28日） - 紀貫之が土佐国守の任務を終え都へ向かう。『土佐日記』を起筆
- 寛仁3年（ユリウス暦1020年1月18日） - 藤原道長の長男・頼通が関白に就任
- 嘉禄元年（ユリウス暦1226年1月20日） - 鎌倉幕府が、政務・司法の評議・裁定の為の評定衆を設置
- 建武3年/延元元年（ユリウス暦1337年1月23日） - 後醍醐天皇が幽閉中の花山院を抜け出して吉野・金峰山に潜幸。南北朝対立が始まる
- 応永6年（ユリウス暦1400年1月17日） - 応永の乱が終結。幕府軍が堺城を攻め落とし大内義弘が戦死
- 寛正元年（ユリウス暦1461年2月1日） - 飢饉により長禄から寛正に改元
- 安政元年（グレゴリオ暦1855年2月7日） - 日露和親条約締結。日本とロシアの国境が択捉島とウルップ島の間に確定し、樺太が雑居地に

## 誕生日
- 貞享3年（グレゴリオ暦1687年2月3日） - 鍋島宗茂、佐賀藩主（+ 1755年）
- 正徳元年（グレゴリオ暦1712年1月28日） - 徳川家重、江戸幕府9代将軍（+ 1761年）

## 忌日
- 応永6年（ユリウス暦1400年1月17日） - 大内義弘、守護大名（* 1356年）
- 嘉永3年（グレゴリオ暦1851年1月22日） - 国定忠治（長岡忠次郎）、博徒（* 1810年）